# 15846 Billfyfe
15846 Billfyfe è un asteroide della fascia principale. Scoperto nel 1995, presenta un'orbita caratterizzata da un semiasse maggiore pari a 2,4459847 UA e da un'eccentricità di 0,1416929, inclinata di 5,70331° rispetto all'eclittica.